# Росоха (Конінський повіт)
Росоха (пол. Rosocha) — село в Польщі, у гміні Ґоліна Конінського повіту Великопольського воєводства.
Населення — 269 осіб (2011).
У 1975-1998 роках село належало до Конінського воєводства.

## Демографія
Демографічна структура станом на 31 березня 2011 року:
|          | Загалом | Допрацездатний вік | Працездатний вік | Постпрацездатний вік |
| -------- | ------- | ------------------ | ---------------- | -------------------- |
| Чоловіки | 150     | 35                 | 103              | 12                   |
| Жінки    | 119     | 14                 | 77               | 28                   |
| Разом    | 269     | 49                 | 180              | 40                   |